# 阳澄湖镇
阳澄湖镇，是中华人民共和国江苏省苏州市相城区下辖的一个乡镇级行政单位。

## 行政区划
阳澄湖镇下辖以下地区：
消泾社区、沈周社区、圣堂社区、陆巷社区、北前村、消泾村、车渡村、戴娄村、枪堂村、十图村和岸山村。